# Hidayet Türkoğlu
Hidayet Türkoğlu (Bayrampaşa, İstanbul, 19 de març de 1979), també anomenat "Hedo", és un exjugador de bàsquet professional turc. Va jugar quinze temporades a l'NBA, formant part de les plantilles de Los Angeles Clippers, Sacramento Kings, Orlando Magic i Phoenix Suns, i aconseguint unes mitjanes d'11,1 punts, 4 rebots i 2,8 assistències al llarg de la seva carrera.

## Biografia
Va ser seleccionat per Sacramento Kings en la posició 16 del draft de l'any 2000 procedent de l'Efes Pilsen de Turquia. La seva segona temporada a l'NBA va ser finalista en la cursa pel premi al Millor Sisè Home amb una mitjana de 10,1 punts per partit, 4,5 rebots i 2 assistències sortint des de la banqueta. El 2003 va ser protagonista d'un traspas a tres bandes a San Antonio Spurs. En els Spurs va aconseguir una mitjana de 9,2 punts en 25,9 minuts de joc. El 2004 es va convertir en agent lliure i va firmar pels Orlando Magic, on ha passat les 3 darreres temporades, rendint a gran nivell i superant els 13 punts de mitjana les temporades. El 4 d'abril del 2007 va anotar 37 punts a Toronto Raptors, el seu rècord personal en anotació.
El novembre de 2015 va anunciar oficialment la seva retirada com a jugador.
Des de l'octubre de 2016 és el president de la Federació Turca de Basquetbol.